# Jon Trickett
Jon Hedley Trickett, född 2 juli 1950 i Leeds i Yorkshire, är en brittisk politiker (Labour). Han är ledamot av underhuset för Hemsworth sedan 1996.
Trickett har tidigare varit ledare för Leeds stadsfullmäktige.